# Écluse de Hanham
L’écluse de Hanham est située sur la rivière Avon, dans le village de Hanham près de Bristol, en Angleterre.
L’écluse de Hanham est la première écluse à l’est de Netham où les bateaux partent de Bristol Floating Harbour. La rivière traverse un seuil, les bateaux utilisent l’écluse adjacente. Elle porte le numéro 1 et est officiellement la première sur le canal Kennet et Avon. Il a ouvert en 1727 et il y avait un quai de mine juste à l'ouest de l’écluse, mais les mines ont fermé au XIXe siècle.
La rivière en contrebas de l’écluse de Hanham est soumise à la marée, les marées hautes passent souvent au-dessus du déversoir à Netham. Certaines grandes marées passent également par-dessus le déversoir, et atteignent l’écluse de Keynsham.
La maison du surintendant du canal a été construite ici, et est maintenant un bâtiment classé Grade II, il est appelé "Picnic House". En face de cette maison se trouvaient autrefois les moulins de Hanham, une arche sur le chemin de halage est tout ce qui restait des moulins jusqu’en 1897, lorsque l’église paroissiale d’Abbotts Hanham a fait démolir cette arche en raison de son mauvais état.
Juste en amont de l’écluse se trouvent quelques mouillages permanents et temporaires pour les visiteurs ainsi que deux pubs.